# Gridcoin
Gridcoin è una moneta elettronica creata nel 2013 da un anonimo inventore, noto con lo pseudonimo di Rob Halförd. Gridcoin è anche un protocollo di rete open source che utilizza la tecnologia blockchain. Il Gridcoin è una criptovaluta peer-to-peer come il Bitcoin di cui eredita molte proprietà.
Gridcoin si distingue dal Bitcoin grazie al suo approccio "ecologicamente sostenibile" per distribuire la moneta e garantire la sicurezza della rete. Il Bitcoin garantisce la sicurezza della rete con un processo che consuma molta energia elettrica chiamato proof-of-work. Gridcoin raggiunge lo stesso scopo utilizzando un sistema molto più efficiente chiamato proof-of-stake. Oltre a ciò, Gridcoin implementa un nuovo schema chiamato proof-of-research, che retribuisce gli utenti di Gridcoin se contribuiscono con dei calcoli scientifici al BOINC (Berkeley Open Infrastructure for Network Computing), una rete ben conosciuta di calcolo distribuito. I calcoli di tipo scientifico a beneficio dell'umanità del Gridcoin sostituiscono il calcolo crittografico sempre uguale di inversione di uno hash utilizzato nel Bitcoin mining, che non ha altro utilizzo al di fuori di garantire la sicurezza del Bitcoin.

## Funzionalità principali
Gridcoin permette transazioni quasi istantanee per trasferire denaro in tutto il mondo con delle tariffe molto basse. Il codice open source permette a tutti di sviluppare ulteriormente le funzionalità di questa valuta.
Gridcoin implementa l'algoritmo Proof-of-Research (POR) che sia appoggia sulla tecnologia nota come BOINC (Berkeley Open Infrastructure for Network Computing),. Esso permette la retribuzione di Gridcoins per gli utenti della rete, una volta che essi abbiano completato una unità di lavoro computazionale (work unit). Ciò avviene collegando il Cross-Project ID dell'utente con il suo portafoglio Gridcoin.
La ricompensa in Gridcoin per i calcoli scientifici eseguiti sul computer dell'utente è proporzionata alla metrica dell'utente chiamata RAC, acronimo per Recent Average Credit. BOINC supporta molti progetti riconosciuti dalla comunità scientifica internazionale che richiedono una significante potenza di calcolo ma che non hanno i mezzi finanziari per permettersi l'utilizzo di un supercomputer..
La maggior parte delle criptovalute consuma quantità enormi di energia elettrica per raggiungere un consenso su quale nodo della rete avrà il privilegio di aggiungere il prossimo blocco alla blockchain. Gridcoin consuma invece questa energia per eseguire calcoli computazionali a beneficio dell'umanità intera. Alcuni esempi di questi calcoli sono la ricerca contro il cancro, AIDS e ebola, come pure il perfezionamento di orbite di asteroidi potenzialmente pericolosi per la Terra. Soltanto una piccola frazione dei calcoli è utilizzata per raggiungere il consenso necessario ad estendere la blockchain col prossimo blocco.
In più Gridcoin integra un sistema di votazione su base blockchain, che permette agli utenti di essere informati e di partecipare nelle decisioni che riguardono lo sviluppo futuro della valuta. Una delle votazioni ricorrenti riguarda la cosiddetta Whitelist, una lista di progetti BOINC che danno diritto a una ricompensa in Gridcoin. Se un progetto BOINC non rispetta alcuni requisiti quali la pubblicazione regolare di calcoli e di statistiche, allora può essere rimosso dalla Whitelist. Altre votazioni invece sono informali o per puro divertimento.

## Storia
Gridcoin è stato lanciato ufficialmente il 16 ottobre 2013 dal suo sviluppatore anonimo Rob Halförd. Come la gran parte delle crittovalute, Gridcoin funziona senza l'intervento di un'organizzazione terza.
L'11 ottobre 2014 c'è stato un cambiamento importante dal protocollo Gridcoin originale (Gridcoin-Classic) al protocollo attuale (Gridcoin-Research). Gridcoin-Classic usava un ibrido fra Proof-of-work e Proof-of-stake dimodoché c'era un miglioramento d'efficienza rispetto a Bitcoin, ma comunque una parte dell'energia veniva sprecata. Col cambiamento a Gridcoin-Research invece grazie al suo algoritmo Proof-Of-Research praticamente tutta l'energia elettrica viene consumata in calcoli scientifici. Al contrario l'energia utilizzata per creare i blocchi nella catena della blockchain e per verificare l'integrità delle transazioni è irrisoria. Oltre a misurare il contributo degli utenti in BOINC a sostituzione del classico Proof-Of-Work, l'algoritmo Proof-Of-Research complementa e incrementa la sicurezza dello schema Proof-Of-Stake.

## Mined PoS + RR
Nel contesto del portafoglio Gridcoin, la dicitura "Mined PoS + RR" si riferisce al modo in cui vengono generate e distribuite le ricompense all'interno della rete Gridcoin, una criptovaluta che utilizza un sistema ibrido per incentivare sia la sicurezza della blockchain che il contributo alla ricerca scientifica tramite BOINC (Berkeley Open Infrastructure for Network Computing).
Ecco cosa significa nel dettaglio:
- Mined: Indica che le monete sono state "estratti" o ottenute come ricompensa per aver partecipato al processo di validazione della blockchain. Nel caso di Gridcoin, però, non si tratta del tradizionale "mining" intensivo di risorse come in Bitcoin (Proof of Work), ma di un processo legato al meccanismo successivo.
- PoS: Sta per "Proof of Stake" (Prova di Partecipazione). In Gridcoin, la rete utilizza un sistema Proof of Stake per proteggere la blockchain. Questo significa che le ricompense vengono assegnate agli utenti in base alla quantità di GRC (Gridcoin) che possiedono e tengono nel loro portafoglio per "stake", contribuendo così alla validazione delle transazioni. Più GRC hai e più a lungo li mantieni attivi nel portafoglio, maggiori sono le probabilità di ottenere una ricompensa quando viene creato un nuovo blocco.
- RR: Sta per "Research Rewards" (Ricompense per la Ricerca). Questa è la parte distintiva di Gridcoin: oltre alle ricompense PoS, gli utenti possono guadagnare GRC aggiuntivi contribuendo con la loro potenza di calcolo a progetti scientifici su BOINC. Quando partecipi a questi progetti (chiamati "crunching"), accumuli crediti di ricerca che aumentano la tua "magnitude". Questa magnitude influenza l'entità delle ricompense che ricevi quando il tuo portafoglio "staka" un blocco.

In sintesi, "Mined PoS + RR" indica che le monete nel tuo portafoglio Gridcoin sono state guadagnate attraverso una combinazione di:
1. Staking (PoS): per mantenere la rete sicura tenendo GRC nel portafoglio.
2. Ricompense per la ricerca (RR): per il tuo contributo alla ricerca scientifica tramite BOINC.